# Ammothea makara
Ammothea makara is een zeespin uit de familie Ammotheidae. De soort behoort tot het geslacht Ammothea. Ammothea makara werd in 1977 voor het eerst wetenschappelijk beschreven door Clark. 